# Đinđinovići
Đenđinovići (cyr. Ђенђиновићи) – wieś w Czarnogórze, w gminie Bar. W 2011 roku liczyła 357 mieszkańców.